# کیم چون-ری
کیم چون-ری (انگلیسی: Kim Choon-rye؛ زادهٔ ۲۱ ژوئن ۱۹۶۶) بازیکن هندبال اهل کره جنوبی است.از مهم‌ترین عنواین وی،میتوان به کسب مدال در مسابقات المپیک تابستانی اشاره کرد.